# یواس‌اس هیلیگر (دی‌یی-۵۱۰)
یواس‌اس هیلیگر (دی‌یی-۵۱۰) (به انگلیسی: USS Heyliger (DE-510)) یک کشتی بود که طول آن ۳۰۶ فوت (۹۳ متر) بود. این کشتی در سال ۱۹۴۴ ساخته شد.